# アベムス・パパム

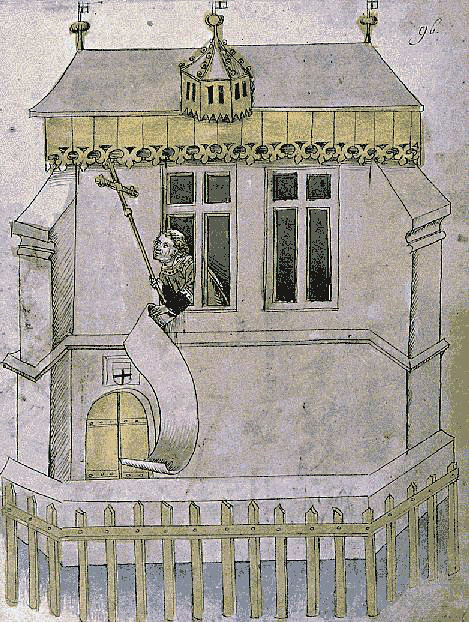
コンスタンツ公会議における教皇マルティヌス5世の選出を告げている。

アベムス・パパム（ラテン語: Habemus Papam、和訳例：「我ら教皇を得たり」）は、カトリック教会における新教皇の選出を告げる宣言。通常、コンクラーヴェにおいて新教皇が選出された直後に、枢機卿団の上級助祭枢機卿がラテン語によって行う。発表は、バチカンのサン・ピエトロ大聖堂の中央バルコニー（ロッジア）からサン・ピエトロ広場を見下ろす形で行われる。発表の後、新教皇は人々に紹介され、そこで初めてウルビ・エト・オルビの祝福を行う。

## 形式
| ラテン語                                                              | 日本語訳                                                   |
| --------------------------------------------------------------------- | ---------------------------------------------------------- |
| Annuntio vobis gaudium magnum;                                        | 汝らに大いなる喜びを告げる。                               |
| habemus Papam:                                                        | 我らは教皇を得たり。                                       |
| Eminentissimum ac Reverendissimum Dominum, Dominum [ファーストネーム] | 最も高貴にして、最も敬うべき御方、[ファーストネーム]閣下、 |
| Sanctae Romanae Ecclesiae Cardinalem [姓],                            | 聖なるローマ教会の[姓]枢機卿である。                       |
| qui sibi nomen imposuit [教皇名]                                      | 彼は自らに[教皇名]という名を選んだ。                       |

例として、2013年に教皇フランシスコ（本名：ホルヘ・マリオ・ベルゴリオ、スペイン語: Jorge Mario Bergoglio）が選出されたときの宣言は以下の通りであった。
| ラテン語                                                           | 日本語訳                                               |
| ------------------------------------------------------------------ | ------------------------------------------------------ |
| Annuntio vobis gaudium magnum;                                     | 汝らに大いなる喜びを告げる。                           |
| habemus Papam:                                                     | 我らは教皇を得たり。                                   |
| Eminentissimum ac Reverendissimum Dominum, Dominum Georgium Marium | 最も高貴にして、最も敬うべき御方、ホルへ・マリオ閣下、 |
| Sanctae Romanae Ecclesiae Cardinalem Bergoglio,                    | 聖なるローマ教会のベルゴリオ枢機卿である。             |
| qui sibi nomen imposuit Franciscum.                                | 彼は自らにフランシスコという名を選んだ。               |

### ラテン語の文法について
新教皇のファーストネーム（または洗礼名）はラテン語の対格形で宣言される。姓は原語通り、格変化のない形をとる。新教皇名は対格形をとる場合と属格形をとる場合があり、文法的にはいずれも正しいとされている。教皇名の後の代数は付ける場合と付けない場合があり、たとえばヨハネ・パウロ1世の場合は（それ以前に同一の教皇名を名乗った者がいないにも関わらず）代数が付加されて「Ioannis Pauli primi」となったが、ヨハネ・パウロ2世の場合は（直近にヨハネ・パウロ1世が在世していたにも関わらず）代数を付加せずに「Ioannis Pauli」とされた。

### 最近の教皇の例
| 出生名                    | ファーストネーム （対格） | 姓 （変化なし） | 教皇名            | 教皇名 （宣言されたラテン語） | 教皇名の格 | 代数     | 出典              |
| ------------------------- | ------------------------- | --------------- | ----------------- | ----------------------------- | ---------- | -------- | ----------------- |
| Eugenio Pacelli           | Eugenium                  | Pacelli         | ピウス12世        | Pium                          | 対格       | 付加なし | [ 1 ] [ 2 ] [ 3 ] |
| Angelo Giuseppe Roncalli  | Angelum Iosephum          | Roncalli        | ヨハネ23世        | Ioannis vigesimi tertii       | 属格       | 付加あり | [ 4 ]             |
| Giovanni Battista Montini | Ioannem Baptistam         | Montini         | パウロ6世         | Paulum sextum                 | 対格       | 付加あり | [ 5 ] [ 6 ]       |
| Albino Luciani            | Albinum                   | Luciani         | ヨハネ・パウロ1世 | Ioannis Pauli primi           | 属格       | 付加あり | [ 7 ]             |
| Karol Wojtyła             | Carolum                   | Wojtyła         | ヨハネ・パウロ2世 | Ioannis Pauli                 | 属格       | 付加なし | [ 8 ] [ 9 ]       |
| Joseph Ratzinger          | Iosephum                  | Ratzinger       | ベネディクト16世  | Benedicti decimi sexti        | 属格       | 付加あり | [ 10 ] [ 11 ]     |
| Jorge Mario Bergoglio     | Georgium Marium           | Bergoglio       | フランシスコ      | Franciscum                    | 対格       | （なし） | [ 12 ] [ 13 ]     |
| Robert Francis Prevost    | Robertum Franciscum       | Prevost         | レオ14世          | Leonem decimum quartum        | 対格       | 付加あり | [ 14 ]            |

## 歴史
この宣言の文言は一部、ルカによる福音書（2章10–11節）に着想を得ている。そこでは、メシアの誕生を羊飼いたちに告げる天使の言葉が記されている。

「恐れてはいけない。見よ、わたしはあなた方に、あらゆる民にとって大きな喜びとなる良いたよりをもたらすからだ。すなわち、今日、ダビデの町で、あなた方に救い主、主なるキリストが生まれたのだ。」

ウルガタ訳聖書（聖ヒエロニムスによるラテン語訳）では、「Evangelizo vobis gaudium magnum（あなたがたに大いなる喜びの福音をもたらす）」という語が用いられているが、それ以前の翻訳では「annuntio（告げる）」という語が使われていた。
この「Habemus Papam（我ら、教皇を得たり）」という形式が導入されたのは、1417年にオド・コロンナが教皇に選出され、マルティヌス5世として即位したときからとされる。彼は、コンスタンツ公会議において、枢機卿および各国の代表者によって選ばれた。
この時代、マルティヌス5世の即位以前には、教皇位を主張する3名が存在していた。すなわち、自ら公会議を招集し、枢機卿団の大半を任命した対立教皇ヨハネス23世、西方教会分裂の勃発以前に枢機卿に任命されていた唯一の人物である対立教皇ベネディクトゥス13世、そして正統な教皇とされるグレゴリウス12世である。
このうち、前者2名は公会議によって廃位され、グレゴリウス12世は、自ら既に開催されていた会議を正式に承認し、その決定を認めたうえで、後継者を選出する行為を含む一連の手続きを認可して退位した。
こうして、2名の廃位と3人目の退位から2年後、公会議は新たな教皇を選出した。したがって、この「Habemus Papam（我ら、教皇を得たり）」という宣言は、「（ついに）われらに教皇が――しかも一人だけ――与えられたのだ」という意味合いに受け取ることもできる。
「Habemus Papam」の定型句の使用が確立されたのは1484年より以前である。1484年には、ジョヴァンニ・バッティスタ・チーボが教皇に選出され、インノケンティウス8世を名乗った際にもこの形式が用いられている。